# Ibrahim Salim Mohamed Al Musharrakh
Ibrahim Salim Mohamed Al Musharrakh (arabisch إبراهيم سالم محمد المشرخ, DMG Ibrāhīm Sālim Muḥammad al-Mušarraḫ; * 3. November 1961 in Abu Dhabi) ist ein Diplomat aus den Vereinigten Arabischen Emiraten.

## Werdegang
Ibrahim Salim Mohamed Al Musharrakh absolvierte das Britannia Royal Naval College, hat einen Abschluss am Naval Staff College und schloss das Naval War College mit einem Master im Jahr 2004 ab. Er war Kommandant der United Arab Emirates Navy. Seit dem 28. November 2019 ist er Botschafter der Vereinigten Arabischen Emirate in Österreich. Außerdem ist er Botschafter der Vereinigten Arabischen Emirate in Slowenien.

## Privates
Ibrahim Salim Mohamed Al Musharrakh ist verheiratet und hat vier Kinder. Er spricht Arabisch und Englisch.